# Horváth-Tholdy család
A gróf széplaki, nagyszalontai és feketebátori Horváth-Tholdy család egy 19. században alapított magyar főnemesi család.

## Története
A Petrichevich-Horváth családdal együtt a Mogorovich nemzetségből ered. Tholdy Sámuel (1770-1862) gróf, aki családjának az utolsó tagja volt, báró Petrichevich-Horváth Dániel (1769–1842) őrnagy és gróf szárhegyi Lázár Éva (1780–1857) legidősebb fiát, báró Horváth János (1801–1865) lovassági tábornokot örökbe fogadta 1858. március 31-én, átruházva rá ezzel osztrák birodalmi grófi címét és előneveit is. Ezt a grófi címet 1883. május 22-én Magyarországra is kiterjesztette az uralkodó. Horváth-Tholdy János gróf apai nagyszülei báró petrichevich-Horváth Dániel (1743–1804) és gróf Tholdy Mária (1750–1777) voltak. Horváth-Tholdy János gróf (1801–1865) lovassági tábornok felesége báró branyicskai Jósika Jozefa (1810–1836), akitől született fia gróf Horváth-Tholdy Lajos (1834–1899), császári és királyi kamarás, nagybirtokos, és lánya gróf zabolai Mikes Árpádné gróf Horváth-Tholdy Rozália (1836–1923). Horváth-Tholdy Lajos gróf Kolozsváron 1862. október 4-én házasságot kötött gróf bethleni Bethlen Irmával (1844–1932), akinek a szülei gróf bethleni Bethlen Farkas, (1813–1870), és gróf széki Teleki Rozália (1822–1880) voltak. Horváth-Tholdy Lajos gróf és gróf Bethlen Irma frigyéből két fiúgyermeke is született, de mindketten fiatalon elhunytak, a 20 éves kort is alig érték meg: az egyik gróf Horváth-Tholdy Kozma (1864–1884) tengerész hadapród, a másik gróf Horváth-Tholdy János (1866–1882) volt.
Horváth-Tholdy Lajos gróf két fia halála után egyik rokonát, Petrichevich-Horváth Rudolfot fogadta örökbe 1888-ban, akinek a mai napig élnek leszármazottai. 1888. szeptember 5.-én I. Ferenc József magyar király gróf Horváth-Tholdy Rudolf (1870-1931) örökbefogadását megerősítve a grófi címet, a nemesi előnevet és a vezetéknév változtatását megengedte és adományozta. Horváth-Tholdy Rudolf vér szerinti szülei széplaki Petrichevich-Horváth Gábor (1840–1890), és cseszelicei Szilvássy Ida (1837–1903) voltak. Horváth-Tholdy Rudolf grófnak a hitvese gróf cegei Wass Rachel (1879–1944), akinek a szülei szentegyedi és cegei gróf Wass Béla (1853–1936) országgyűlési képviselő, Szolnok-Doboka vármegye főispánja, és báró losonci Bánffy Rachel (1859–1936) voltak.

## Címere
Kempelen Béla leírását idézve:
„Czímer: hasitott jobb felében vágott paizs, ennek felső kék mezejében kardot tartó vörös ruhás könyöklő kar, az alsó kék mezőben fehér ökörfej; a baloldali ezüst mezőben zöld halmon vörös ruhás vitéz áll, felemelt jobbjában karddal; a szivpaizsban kék mezőben természetes szinü vizen uszó, alsó testével felfelé hajló természetes szinü delfin, melyet fenn jobbról arany csillag, balról ezüst félhold kisér; három sisak; a jobboldalinak disze: jobbról ezüst, balról kék szarvpár között arany csillag; a baloldalié: vörös ruhás, növekvő vitéz jobbjában karddal, baljában levágott török fejjel; a középsőé: két fekete sasszárny között ezüst félhold; takarók: kék-ezüst, vörös-ezüst, kék-ezüst.”